# Kłopot (województwo lubuskie)
Kłopot (niem. Kloppitz) – wieś w Polsce, położona w województwie lubuskim, w powiecie słubickim, w gminie Cybinka.

## Podział administracyjny
W latach 1975–1998 miejscowość położona była w województwie zielonogórskim.

## Położenie
Miejscowość położona jest na drodze lokalnej Cybinka – Rąpice. 
Kłopot, nazywany „Bocianią Wioską” lub „Bocianowem”, leży na terenie Krzesińskiego Parku Krajobrazowego nad rzeką Odrą. Swoje dodatkowe nazwy zawdzięcza licznej obecności bociana białego, który jest we wsi jedną z atrakcji turystycznych. W Kłopocie znajduje się także Muzeum Bociana Białego. Po niemieckiej stronie Odry znajduje się miasto Eisenhüttenstadt. Do roku 1961 najbliżej Odry znajdowało się miasto Fürstenberg (obecnie część Eisenhüttenstadt), z którym przed 1945 rokiem Kłopot (Kloppitz) miał połączenie poprzez 600-metrowy most Fürstenberger Oderbrücke, oddany do użytku 12 września 1919 po 6 latach od rozpoczęcia budowy i 48 latach od podjęcia pierwszych prac koncepcyjnych. Budowa mostu kosztowała 1 469 500 marek, a przejazd przez obiekt był płatny. Most został wysadzony 4 lutego 1945 roku przez sapera Justusa Jürgensena z jednostki Pionierbauersatz- und Ausbildungsbattaillons Crossen/Oder. Pozostałości mostu po stronie niemieckiej usunięto po 1945, natomiast po stronie polskiej zachowały się do dziś i planowane jest objęcie ich ochrona jako zabytku.

## Historia
Wieś pierwszy raz była wzmiankowana w 1350 roku. Powstała w pierwszej połowie XIII wieku. Była własnością książęcą, przekazaną w pierwszej połowie XIV wieku joannitom ze Słońska. W ich posiadaniu pozostawała do 1810 roku, gdy przeszła do pruskiej domeny królewskiej. Założono ją na planie owalnicy, w nowszych czasach przekształconej w wielodrożnicę. Zabudowa zwarta z XIX i XX wieku, o walorach kulturowych.
W 2. połowie XX wieku rozebrano pałac, który był zlokalizowany w południowej części wsi. Budynek szkoły został zaadaptowany na mieszkania, a dom ludowy użytkowany jest zgodnie z funkcją.

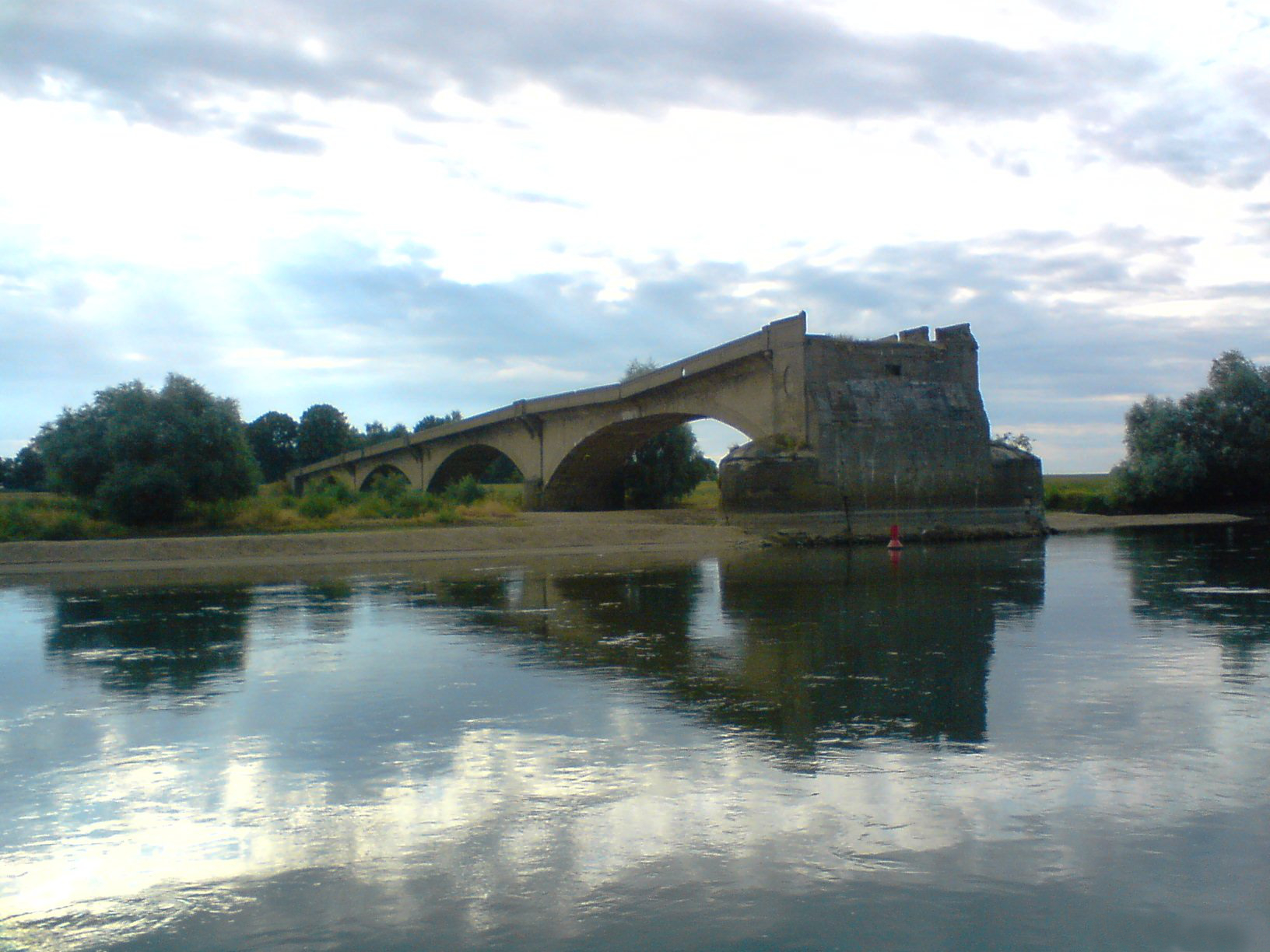
Zniszczony w 1945 r. most w Kłopocie
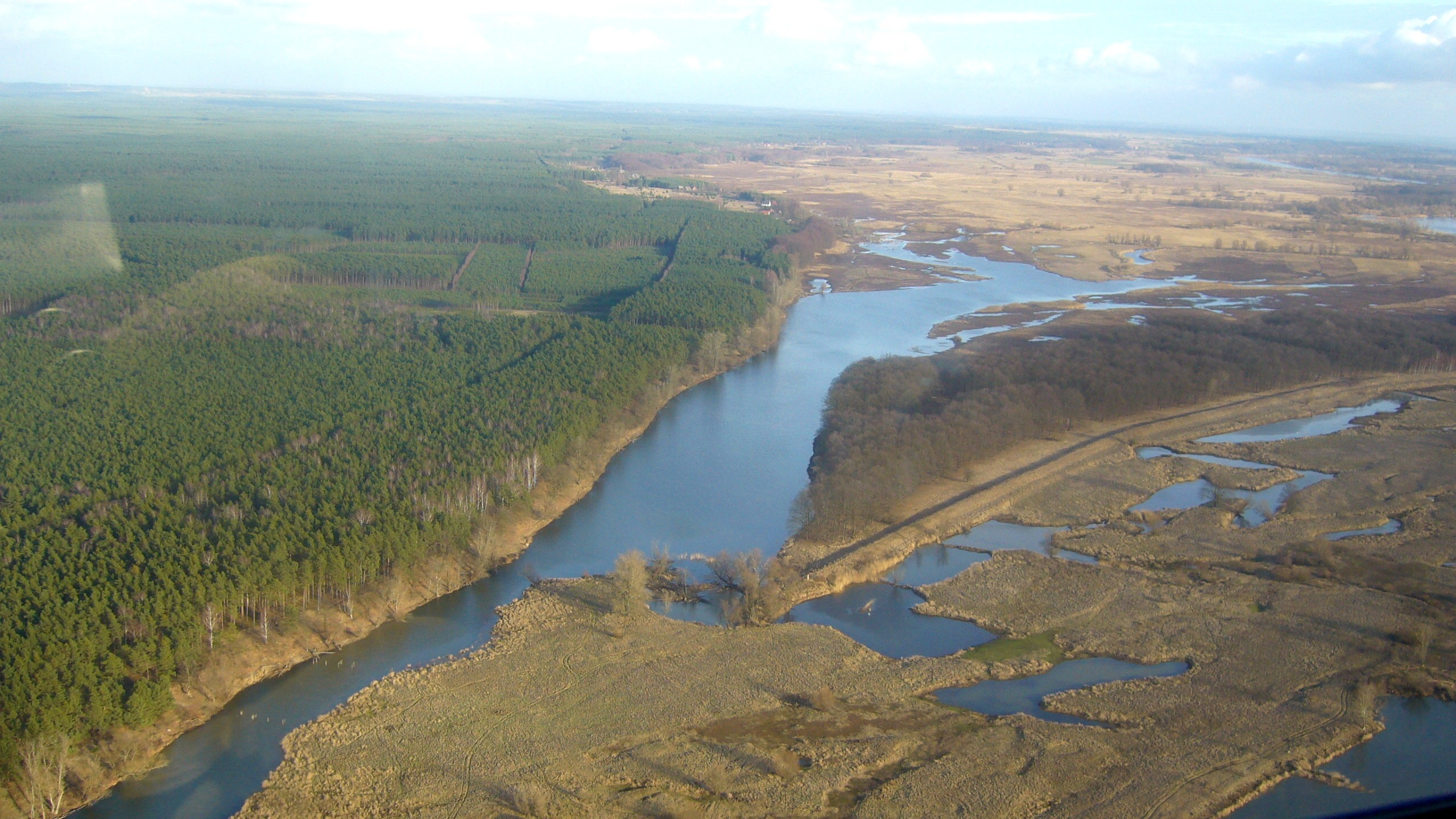
Jezioro Krzesińskie
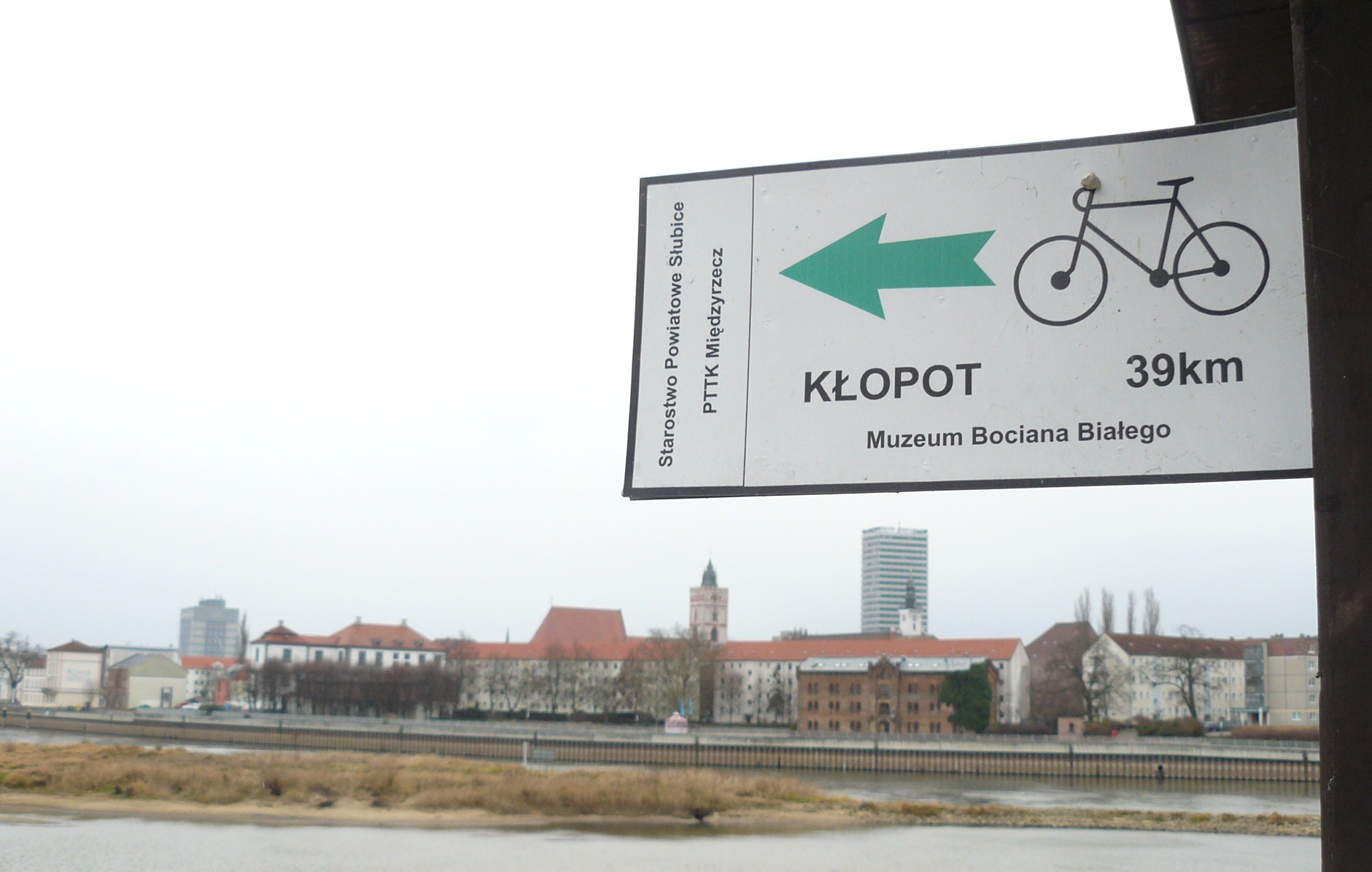
Drogowskaz w Słubicach w kierunku Kłopotu